# Solomon kaDinuzulu
Solomon kaDinuzulu (1891 – 4 marzo 1933) è stato un sovrano zulu.
Fu re degli Zulu dal 1913, anno della morte di suo padre Dinuzulu kaCetshwayo, fino al 1933, anno del suo decesso.
Non fu mai riconosciuto ufficialmente come re degli Zulu dal Regno Unito, che lo considerava semplicemente il capo degli uSuthu.

## Biografia
Solomon, battezzato e istruito inizialmente a Sant’Elena e successivamente nello Zulu-Land, ricevette un'educazione occidentale, frequentando scuole missionarie. Adottò uno stile di vita occidentale, preferendo abiti europei, letti con materassi e l'uso di utensili a tavola.
Succeduto al padre Dinuzulu nel 1913, lavorò per rafforzare la sua influenza politica costruendo alleanze con i capi amaKhosi, anche attraverso matrimoni strategici tra le sue sorelle e figure influenti come Mathole Buthelezi e Pixley kaIsaka Seme.
Negli anni Venti, Solomon fondò l'Inkatha kaZulu, o Consiglio Nazionale Zulu, con l'obiettivo di promuovere il nazionalismo zulu e rappresentare gli interessi della famiglia reale e della piccola borghesia nera. L'organizzazione mirava a favorire l'acquisto di terre e lo sviluppo agricolo-commerciale per una classe emergente composta da agricoltori, commercianti e professionisti istruiti nelle scuole missionarie (kholwa). L'Inkatha fu indebolita da problemi interni, tra cui episodi di appropriazione indebita, e cessò di operare efficacemente dopo la morte di Solomon nel 1933.
Solomon affrontò controversie legate al suo abuso di alcol, che portarono a comportamenti inappropriati in eventi ufficiali.